# Pfarrhof Andelsbuch

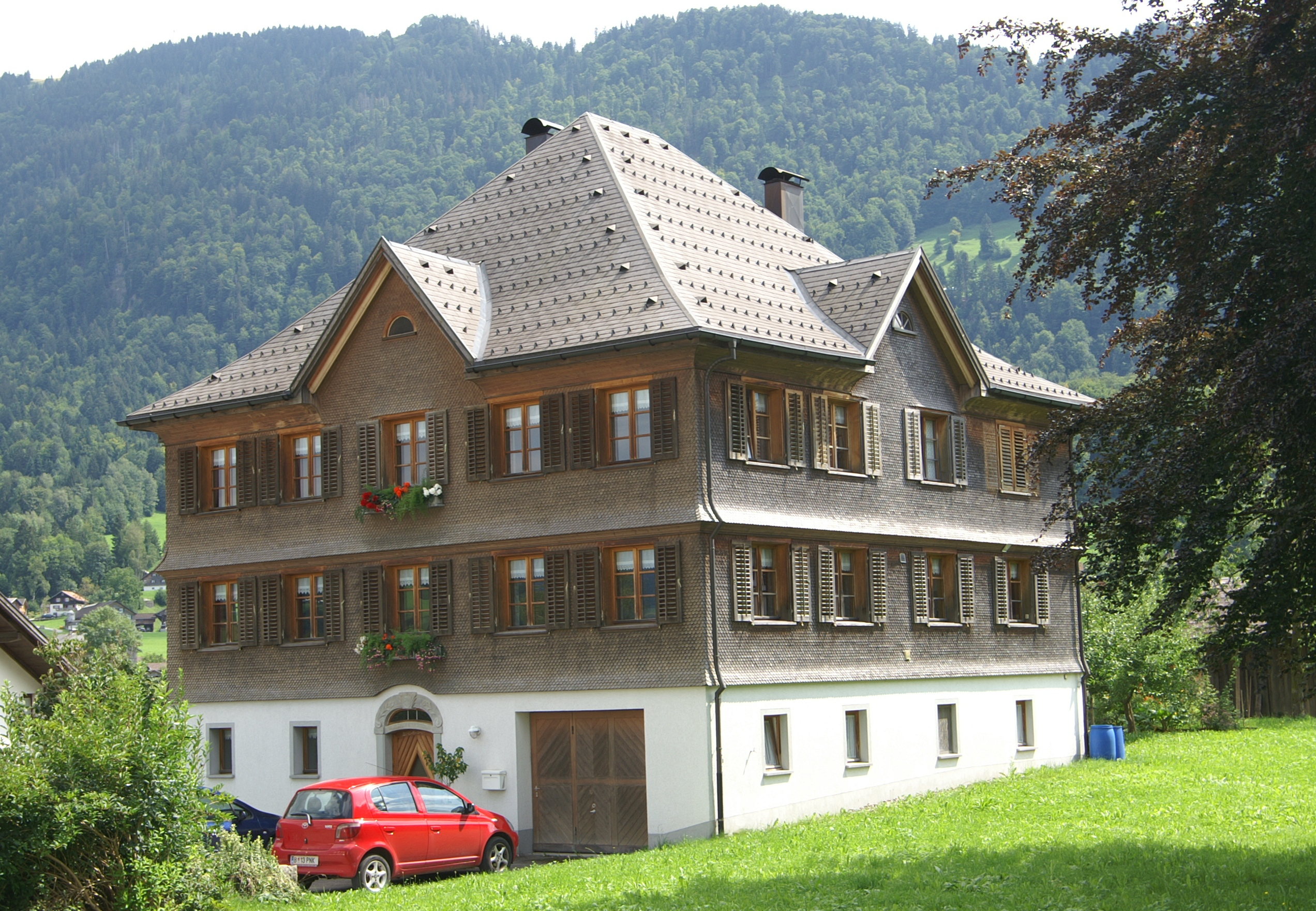
Pfarrhof Andelsbuch

Der Pfarrhof Andelsbuch in Hof 143 in der Bregenzerwälder Gemeinde Andelsbuch ist ein dreigeschoßiger verschindelter Blockbau. Das Bauwerk steht unter Denkmalschutz (Listeneintrag).
Das Pfarrhaus ist ein typischer Bregenzerwälder Pfarrhof mit Vollwalmdach mit Gaupen. Im Zwerchgiebel ist ein Halbkreisfenster. Das unterste Geschoß ist gemauert, darüber ist ein verschindelter Strickbau. Über dem Korbbogenportal befindet sich ein Wappen des Klosters Mehrerau. Laut einer Inschrift bei diesem wurde der Pfarrhof im Jahr 1801 errichtet.